# General (Kanada)
General (angleško General, okrajšava: Gen in francosko général, okrajšava: gén) je najvišji vojaški čin v Kanadskih oboroženih silah za pripadnika Kanadska kopenska vojska in Kraljevo kanadsko vojno letalstvo, pri čemer ga po navadi nosi le en pripadnik in sicer trenutni načelnik Obrambnega štaba (CDS), ki je tako najvišji rangirani vojak Kanade. Trenutni CDS je general Thomas J. Lawson.
Čin generala je enakovreden činu admirala v [[Čin generala je enakovreden činu admirala v Kraljeva kanadska vojna mornarica in do leta 1968, ko je bila izvršena unifikacija Kanadskih oboroženih sil, tudi činu zračnega glavnega maršala (Air Chief Marshal) v Kraljevem  in do leta 1968, ko je bila izvršena unifikacija Kanadskih oboroženih sil, tudi činu zračnega glavnega maršala (Air Chief Marshal) v Kraljevem kanadskem vojnem letalstvu. Nižji čin je generalporočnik. 
Oznaka čina je:
- epoleta ali naprsna oznaka: na kateri se nahaja krona svetega Edvarda, prekrižana sablja in maršalska palica ter štirje ramboidno razporejeni javorjevi listi[1];
- narokavna oznaka: ena široka črta;
- šilt na službenem pokrivalu ima dve vrsti zlatih hrastovih listov (kopenska vojska) oz. zlata obroba na koncih pokrivalih za ušesa (vojno letalstvo).

V skladu s Natovim standardom STANAG 2116 čin spada v razred OF-9 in velja za štirizvezdni čin, kljub temu da ima oznaka namesto zvezd javorjeve liste.

## Galerija

### Oznake čina generala Kanadska kopenska vojska
- Oznake čina generala Kanadska kopenska vojska
- Tunika paradne uniforme - rama
- Tunika paradne uniforme - rokav

### Oznake čina generala Kraljevo kanadsko vojno letalstvo
- Oznake čina generala Kraljevo kanadsko vojno letalstvo
- Tunika paradne uniforme - rama
- Tunika paradne uniforme - rokav